# Banarsi
Banarsi là một thị trấn thống kê (census town) của quận Raipur thuộc bang Chhattisgarh, Ấn Độ.

## Nhân khẩu
Theo điều tra dân số năm 2001 của Ấn Độ, Banarsi có dân số 10.648 người. Phái nam chiếm 52% tổng số dân và phái nữ chiếm 48%. Banarsi có tỷ lệ 73% biết đọc biết viết, cao hơn tỷ lệ trung bình toàn quốc là 59,5%: tỷ lệ cho phái nam là 81%, và tỷ lệ cho phái nữ là 64%. Tại Banarsi, 13% dân số nhỏ hơn 6 tuổi.